# 阿克拉堡壘

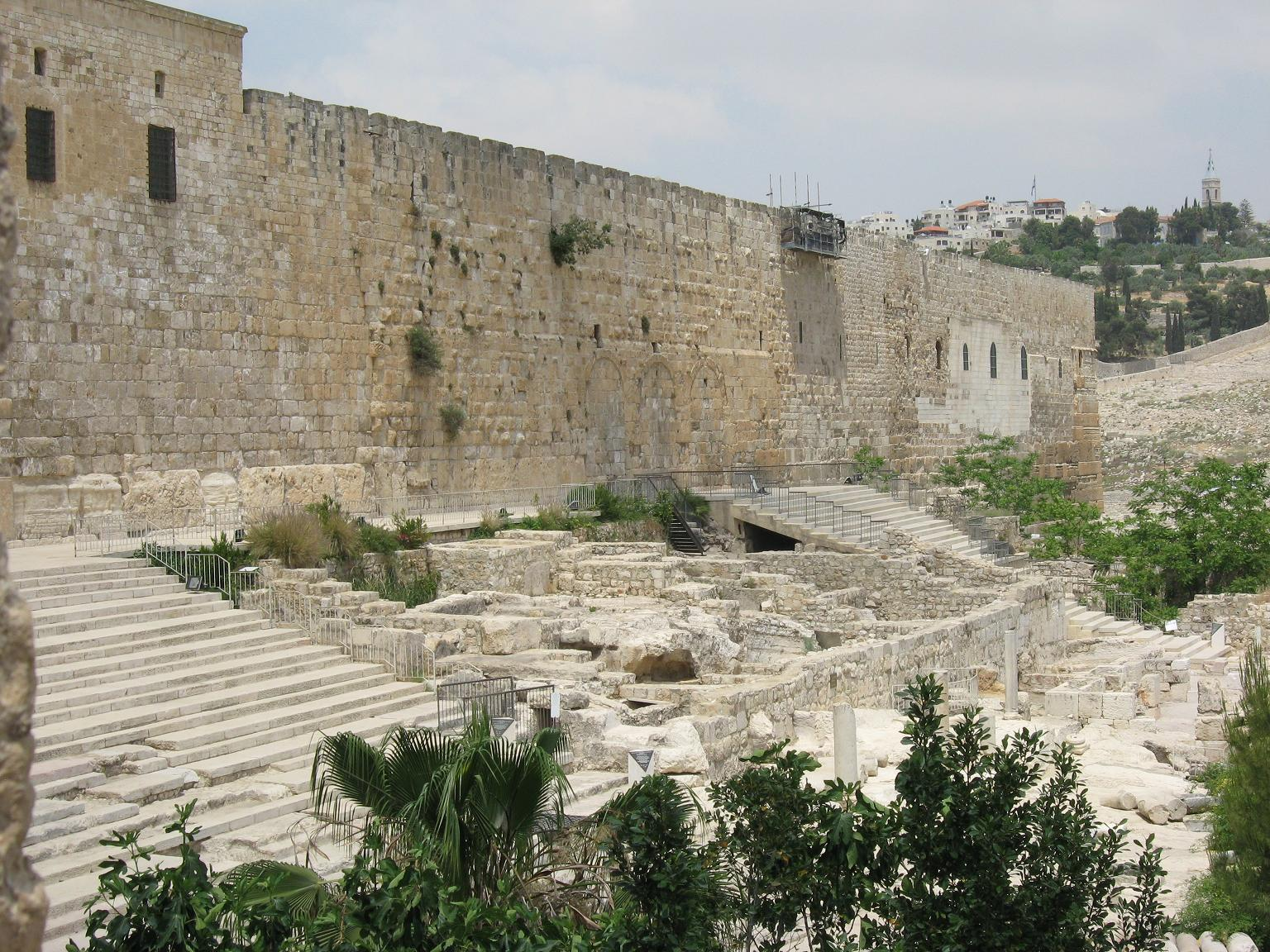

阿克拉堡壘（ACRA，希伯來語：חקרא或חקרה，希臘文：Aκρα），興建於西元前168年，地點位於耶路撒冷，興建者是塞琉古帝國的統治者安条克四世。在歷次與哈斯蒙尼王國爭戰與马加比起义爭戰中，該堡壘發揮了防衛的確切功能，惟後來仍毀於戰火中。
1968年－1978年，考古學家挖掘了堡壘的部分遺跡。但是因為時代久遠，堡壘的中心位置及規模大小，均仍無法確定。
31°46′21″N 35°14′09″E / 31.772616°N 35.235944°E